# Apeadeiro de Esmeriz

Mapa da Linha do Minho. O Apeadeiro de Esmeriz aparece entre Famalicão e Lousado.

O apeadeiro de Esmeriz é uma interface da Linha do Minho, que serve a localidade de Esmeriz, no concelho de Vila Nova de Famalicão, em Portugal.

## Descrição

### Localização e acessos
O apeadeiro de Esmeriz tem acesso pela Rua das Laranjeiras, no concelho de Vila Nova de Famalicão.

### Serviços
Em dados de 2022, esta interface é servida por comboios de passageiros da USGP (C.P.) com dezassete circulações diárias em cada sentido entre Porto-Campanhã e Braga

## História
Esta interface situa-se no lanço da Linha do Minho entre as estações do Porto e Nine, que foi aberto à exploração, em conjunto com o Ramal de Braga, em 21 de Maio de 1875. Foi no entanto criado muito mais tarde, já depois de 1985.